# Francis Tiburtius Roche
Francis Tiburtius Roche, né le 14 avril 1879 à Punnaikayal (en), Tamil Nadu (Inde) et décédé le 17 décembre 1955 à Dindigul (Inde), est un prêtre jésuite indien. Consacré évêque du diocèse de Tuticorin le 12 juin 1923, il est le premier évêque indien de l’Église catholique latine des temps modernes.

## Biographie

### Jeunesse et formation
Francis Tiburtius Roche est né à Punnaikayal, en Inde du Sud, le 14 avril 1879. Les origines de cette paroisse du Tamil Nadu remontent au mouvement de conversion suscité par saint François Xavier (XVIe siècle). Le jeune Tiburtius entre dans la Compagnie de Jésus le 5 février 1898. Ayant suivi le cours ordinaire de la formation jésuite - spirituelle et académique -  il est ordonné prêtre le 10 février 1910. Il est ensuite nommé vicaire dans la paroisse du Saint-Rédempteur, à Trichy, de 1911 à 1923, et fait sa profession religieuse définitive le 2 février 1912.

### Evêque de Tuticorin
Lorsque le nouveau diocèse de Tuticorin est érigé – par le bref apostolique "Quae Catholico Nomini" de Pie XI (12 juin 1923). il en est nommé le premier évêque - le même jour - et reçoit la consécration épiscopale le 23 septembre 1923. Il est le premier évêque indien de rite latin en Inde moderne <Le premier évêque chinois sera consacré en 1926, et le premier évêque africain noir en 1939.
Son épiscopat coïncide avec la canonisation de sainte Thérèse de l’Enfant-Jésus (en mai 1925). Il encourage la dévotion populaire pour celle qu’il appelle « petite reine » : le jour de sa fête liturgique la pratique se répand de bénir et distribuer des pétales de roses.
Plusieurs importantes institutions, caritative et éducatives, furent fondées à son initiative : la léproserie, le collège Sainte-Marie de Tuticorin, le petit séminaire « Little Flower », le « Fatima Giri Ashram », le monastère des Rosariens à Vadakangulam et d’autres encore.
Lorsque Francis Roche démissionne en juillet 1953, il est remplacé par Thomas Fernando. Il meurt à Dindigul deux ans plus tard, le 17 décembre 1955.